# Diplotaxis moerens
Diplotaxis moerens är en skalbaggsart som beskrevs av Leconte 1856. Diplotaxis moerens ingår i släktet Diplotaxis och familjen Melolonthidae. Utöver nominatformen finns också underarten D. m. peninsularis.